# Reaching for the Moon (film uit 1930)
Reaching for the Moon is een Amerikaanse musicalfilm uit 1930 onder regie van Edmund Goulding. Het is de eerste film waar Bing Crosby in te zien is zonder deel uit te maken van een band. In eerste instantie zou Ginger Rogers een rol spelen in de film, maar ze werd vervangen door June MacCloy.

## Plot
Vivian Benton is een vliegenier met een hoge positie in de society. Ze zal binnenkort de oceaan oversteken en houdt een afscheidsfeest door de show Aero Girls of America te geven in een hotel. Op datzelfde moment wordt er ook een feest gehouden voor de zeer succesvolle makelaar Larry Day. Omdat Larry absoluut geen ervaring heeft in de liefde, gaat zijn assistent Jimmy Carrington een weddenschap met Vivian aan dat het haar niet zal lukken een date met hem te krijgen voor haar vertrek.
Larry is enthousiast als hij mee wordt uitgevraagd en krijgt advies van hotelbediende Roger hoe hij zich moet gedragen om haar te verleiden. Vivian realiseert niet hoeveel hun afspraak voor hem betekent en zegt deze af om haar schip te halen. Ze gaat met haar verloofde Parkington Chempson op reis naar Engeland, waar ze een show zal lanceren. Larry is echter ontdaan dat hij gebruikt is en gaat ook aan boord van het schip om wraak te nemen.
Wanneer hij haar ziet, vergeet Larry echter zijn wrokgevoelens en probeert Vivian wederom te versieren. Hij begint zelfs als een blok voor haar te vallen en beseft dat hij van haar houdt. Ondertussen raakt hij na de val van de beurs bankroet. Op de laatste avond van de vaart verklaart hij haar de liefde. Hij merkt op dat enkele passagiers stiekem meeluisteren en neemt aan dat dit weer een grap is van Vivian om hem voor schut te zetten. Vivian beantwoordt echter de liefde en zoent hem.

## Rolbezetting
| Acteur                | Personage                        |
| --------------------- | -------------------------------- |
| Douglas Fairbanks     | Larry Day                        |
| Bebe Daniels          | Vivian Benton                    |
| Edward Everett Horton | Roger                            |
| Claud Allister        | Sir Horace Partington Chelmsford |
| Jack Mulhall          | Jimmy Carrington                 |
| Walter Walker         | James Benton                     |
| June MacCloy          | Kitty                            |
| Helen Jerome Eddy     | Larry's secretaresse             |
| Bing Crosby           | Zanger                           |